# Anthoxanthum borii
Anthoxanthum borii là một loài thực vật có hoa trong họ Hòa thảo. Loài này được S.K.Jain & Pal mô tả khoa học đầu tiên năm 1975.